# 波特谷 (加利福尼亞州)
波特谷（英語：Potter Valley）是位於美國加利福尼亞州門多西諾縣的一個人口普查指定地區。

## 地理
波特谷的座標為39°19′20″N 123°06′47″W / 39.32222°N 123.11306°W，而該地最高點為海拔高度289米（即948英尺）。

## 人口
根據2010年美國人口普查的數據，波特谷的面積為10.511平方千米，當中陸地面積為10.437平方千米，而水域面積為0.074平方千米。當地共有人口646人，而人口密度為每平方千米61人。